# Спортлото-82
«Спортлото́-82» — советский комедийный фильм, снятый в 1982 году режиссёром Леонидом Гайдаем.
Последний фильм Гайдая, сумевший стать лидером советского кинопроката, в 1982 году — свыше 55 миллионов зрителей.

## Сюжет
Летом 1982 года Костя Луков (Альгис Арлаускас) едет в поезде в Южногорск (вымышленный город). В купе едут ещё трое пассажиров: спекулянт Сан Саныч Мурашко (Михаил Пуговкин), турист Миша Голубев (Андрей Толшин) и Таня Пегова (Светлана Аманова), которая едет встретиться с женихом. Все четверо читают один и тот же детектив — «Смертельное убийство» Гениана Зелёного одного и того же издания.
После знакомства Костя, зачитавшись, случайно съедает всю провизию Тани и, пытаясь загладить вину, дарит ей талон лотереи Спортлото. Таня зачёркивает цифры 1, 2, 3, 4, 5, 6 в талоне и отдаёт его Косте на хранение. Он кладёт талон между страниц своей книги, но, выходя из поезда, берёт чужую книгу.
В Южногорске попутчики расстаются: Костя отправляется жить к своей тёте (Нина Гребешкова), туда же по воле случая попадают и спекулянты — Сан Саныч Мурашко и его сообщник Степан (Михаил Кокшенов). До поры до времени Костя и спекулянты не знают, что живут в одном доме (входы в их жильё находятся с разных сторон). Таня Пегова вместе со своим женихом Павлом (Денис Кмит), встретившим её на вокзале, едет на «стоянку автокочевников». Миша Голубев едет на турбазу «Орлиный приют».
Через десять дней Костя узнаёт из газеты, что комбинация цифр Тани оказалась выигрышной, и Таня выиграла главный приз — 20 тысяч рублей, но талона в его книге нет. По надписи на титульном листе книги — «А. А. Мурашко» — он понимает, что по ошибке захватил не свою книгу.
В это же время Сан Саныч также узнаёт, что Таня выиграла 20 тысяч, и он помнит, что она отдала Косте свой талон. Он решает найти Костю, чтобы поставить ему ультиматум: либо парень отдаёт ему половину выигрыша, либо он не будет молчать, если дело дойдёт до суда.
Первым Костю обнаруживает сообщник Сан Саныча Степан. Он выслеживает путь до дома Кости, и они с Сан Санычем отправляются туда. По пути Сан Саныч, будучи уверен, что Костя ничего ещё не знает о выигрыше, меняет план, решив забрать талон и ни с кем при этом не делиться. Кости нет дома, Степан заходит к нему и находит книгу, талона нет. Костя возвращается и замечает Сан Саныча: так обнаруживается, что они живут в одном доме. Сан Саныч приводит Костю в свою комнату, они проверяют его книгу, но талона нет и в ней. Сан Саныч, уверенный, что Степан успел забрать талон, объясняет Косте, что тот взял по ошибке его книгу, с надписью на титульном листе, а книгу Кости также по ошибке взял кто-то из их попутчиков по купе. Костя догадывается, что его книга может быть у Тани или у Миши, и решает отправиться к ним.
Сан Саныч подвергает Степана «пыткам» — привязывает его к холодильнику и насильно скармливает ему апельсины для продажи, так как думает, что сообщник врёт насчёт того, что в книге не было талона. Однако спустя три часа пыток Степан стоит на своём, и Сан Саныч вынужден признать, что талона в книге действительно не было.
Костя выезжает на поиски Тани, спекулянты делают то же самое, но по воде. Подплыв к лагерю, Сан Саныч приказывает Степану похитить талон. Степан скрытно поднимается на берег, но ему не удаётся даже подойти к палатке Тани. Сан Саныч тем временем засыпает, и ему снится, что Степан вернулся с талоном, они на радостях уплывают и вскоре получают выигрыш. Но сон обрывается, и Сан Саныч решает уплывать, забыв о Степане.
В лагерь приезжает Костя. Талона в книге Тани не оказывается, и они, поняв, что талон у Миши Голубева, направляются к нему на автомобиле Павла. Степан подслушивает их разговор и, после некоторых злоключений, включая ночной бег по трассе и разговор с милиционером, на следующее утро выдвигается туда же с Сан Санычем. До турбазы спекулянтов соглашается подвезти лихой мотоциклист (Роланд Сагиришвили), ехавший на свадьбу, но по дороге выпадает подарок — бутыль вина, и он поворачивает обратно и застревает на том месте, откуда они поехали. Сан Саныч и Степан вынуждены идти пешком.
Прибыв на турбазу, молодые люди выясняют, что Миша недавно ушёл по маршруту № 7, по окончании которого он должен выйти на железнодорожную станцию Мангал и уехать домой. Чтобы его догнать, они направляются туда по более короткому маршруту № 4, а спекулянты идут по их следам. В пути нарастает конфликт между Павлом и Костей из-за недоверия, а также зреет разлад между Павлом и Таней, которой не нравятся язвительные шутки жениха.
Спекулянты подслушивают разговоры Тани, Павла и Кости, и узнают конечный пункт и время отхода поезда Миши Голубева. Они решают вырваться вперёд, пытаясь всячески сбить с пути главных героев: вначале сняв указатели маршрутов на столбе (но из-за невнимательности Степана они долго блуждали и отстали), затем путём поджога подвесного моста на коротком пути к Мангалу (но из-за появления дикого медведя были вынуждены идти в обход), и в конце концов Сан Саныч оставляет Степана, сымитировавшего травму ноги, на дороге (с расчётом на то, что Степан, которого никто из троицы раньше не видел в лицо, сможет задержать конкурентов), а сам направляется на станцию Мангал.
В ходе дискуссии по поводу того, что делать со Степаном, Таня ссорится со своим женихом Павлом и в результате отправляется с Костей на станцию Мангал, а Павел остаётся с «раненым». Появляется знакомый Степану мотоциклист, которого Павел просит отвести «раненого» в больницу. «Раненый» Степан, не желая вновь связываться с лихачом-мотоциклистом, сбегает, и мотоциклист соглашается подвезти Павла до станции.
Сан Саныч (пешком) и Павел (на мотоцикле) одновременно добираются до отправляющегося поезда, доходят в купе с разных концов поезда и видят лежащую на столике книгу Миши. В процессе борьбы между ними сквозняк выдувает талон из книжки в окно вагона. Так Сан Саныч и Павел остаются ни с чем.
Таня с Костей выходят на переезд, когда поезд уже проезжает мимо. Но молодые люди не сильно расстраиваются, поскольку считают, что они и без денег стали гораздо богаче тем, что нашли друг друга. Они признаются друг другу в любви и целуются, а в это время талон, вылетевший из купе Миши Голубева, плавно опускается прямо в котелок, который держит в руке Костя.

## В ролях
| Актёр              | Роль                                                                        |
| ------------------ | --------------------------------------------------------------------------- |
| Альгис Арлаускас   | Константин Луков                                                            |
| Светлана Аманова   | Татьяна Пегова (вокал — Ксения Георгиади)                                   |
| Михаил Пуговкин    | спекулянт Сан Саныч (Александр Александрович) Мурашко                       |
| Михаил Кокшенов    | компаньон Сан Саныча Степан Степанович                                      |
| Денис Кмит         | жених Татьяны Павел                                                         |
| Нина Гребешкова    | тётя Константина Клавдия Антоновна                                          |
| Андрей Толшин      | четвёртый попутчик по купе Михаил Голубев                                   |
| Борислав Брондуков | директор туристической базы «Орлиный приют»                                 |
| Луиза Мосендз      | секретарша директора турбазы Алла Дмитриевна (озвучивает Лариса Удовиченко) |
| Сергей Филиппов    | дежурный на железнодорожном переезде                                        |
| Роланд Сагиришвили | мотоциклист-лихач                                                           |
| Абессалом Лория    | покупатель на рынке (озвучивает Артём Карапетян)                            |
| Виктор Уральский   | грузчик                                                                     |
| Юрий Попович       | продавец книг                                                               |
| Вера Ивлева        | проводница                                                                  |

## Съёмочная группа
- Авторы сценария: Владлен Бахнов, Леонид Гайдай
- Режиссёр-постановщик: Леонид Гайдай
- Операторы-постановщики: Сергей Полуянов, Виталий Абрамов
- Художник-постановщик: Феликс Ясюкевич
- Композитор: Александр Зацепин
- Текст песен: Игоря Шаферана, Юрия Энтина
- Постановщик и исполнитель трюков: Сергей Воробьёв

## Создание фильма
- Исполнительница главной роли Светлана Аманова — брюнетка, поэтому на съёмках ей приходилось периодически обесцвечивать волосы перекисью водорода[4].
- Роль Тани Гайдай изначально хотел отдать Ларисе Удовиченко, но её кандидатура была забракована худсоветом киностудии, и в итоге Удовиченко лишь озвучила в фильме роль Луизы Мосендз.
- В сцене с пыткой Степана апельсинами только один фрукт был настоящим — тот, который Сан Саныч непосредственно скармливает Степану, тогда как лежавшие на столе корки были бутафорскими.
- Среди кандидатов на роль Павла и Степана рассматривался и очень популярный в то время Михаил Боярский[4], который в результате выступил в качестве исполнителя вступительной песни.
- На роль директора турбазы изначально рассматривался Михаил Пуговкин, но в итоге эту роль отдали «мастеру эпизода» — Бориславу Брондукову, а Пуговкину досталась роль главного антагониста — «Сан Саныча»[4].
- По утверждению Луизы Мосендз, её встретила в коридоре ассистентка по актёрам, которая тут же отвела девушку к Гайдаю, а тот едва её увидев сказал «Да», тем самым утвердив на роль Аллы Дмитриевны[4].

## Песни в фильме
- Михаил Боярский — «Страна удач» (музыка Александра Зацепина, слова Игоря Шаферана)
- Ксения Георгиади — «Только любовь» (музыка Александра Зацепина, слова Игоря Шаферана)
- Михаил Пуговкин — «Песенка спекулянта» (музыка Александра Зацепина, слова Юрия Энтина)
- Иосиф Кобзон — «Было и прошло» (музыка Александра Зацепина, слова Юрия Энтина).

## Критика
Критики встретили фильм весьма прохладно. Так, в одной из заметок под названием «„Спортлото-82“, или Старые приключения Шурика» («Труд», 7 сентября, Ю. Крючков), писалось:

Конечно, испытываешь некоторую радость — от самого процесса узнавания виденного. Но ведь над чем смеялся в других фильмах, смешным больше не кажется… А тут ну просто всё до капли знакомо — сюжет, персонажи, трюки. Может быть, Гайдай так и задумал — сделать попурри на тему собственных комедий? Так зачем Шурика нарёк Костей, а пленницу — Таней? Зачем новых актёров пригласил — ведь старые со своими обязанностями справлялись?..
Выходит, и кино — та же лотерея для зрителя. Надежд каждый раз много, а выигрыш — если он не случаен — довольно редок. И в данном случае нам, увы, опять не повезло — билет оказался «пустой»…